# ジル・リンジー
ジル・リンジー（英語: Maidie Jill Lucienne Hood-Linzee、1928年10月18日 - 2007年6月17日）は、イギリス、サービトン出身のフィギュアスケート選手（女子シングル）。1948年サンモリッツオリンピックイギリス代表。

## 主な戦績
| 大会/年      | 1946-47 | 1947-48 |
| ------------ | ------- | ------- |
| オリンピック |         | 19      |
| 世界選手権   | 11      | 19      |
| 欧州選手権   | 10      |         |